# Raet
Raet, sinds een overname in 2018 Visma | Raet, is een HR-softwareleverancier, die organisaties ondersteunt bij het digitaliseren en automatiseren van hun HR-processen. 

## Geschiedenis
Het bedrijf is voortgekomen uit de Heidemij. Deze organisatie nam reeds in 1957 haar eerste (mainframe-)computer in gebruik. In 1965 nam ze het besluit om een rekencentrum op te richten. Dit heette: Rekencentrum voor Administratie, Efficiency en Techniek. De afkorting Raet vindt hier haar oorsprong. In 1966 werd het in gebruik genomen.
In die tijd gingen bedrijven massaal over van het wekelijkse loonzakje naar de maandelijkse bankoverschrijving. RAET werd een grote salarisverwerker en de naam werd bij veel werknemers bekend van het loonstrookje.
In 1970 werd Raet door Heidemij als een zelfstandige onderneming in de markt gezet. Er volgde een aantal overnames. In 1988 werd het Algemeen Rekencentrum (ARC) van de Algemene Bank Nederland te Amstelveen overgenomen en in 1989 de automatiseringsafdeling van de verzekeringsmaatschappij Centraal Beheer.
In 1995 namen Getronics en Roccade elk 50% van de aandelen Raet over, terwijl in 1996 alle aandelen in handen van Getronics kwamen. In 2003 werd Raet door Getronics verkocht aan de investeringsmaatschappijen AlpInvest en Advent International. Verdere overnames betroffen onder meer het loonverwerkingssysteem voor de non-profitmarkt (van Deloitte) in 2007, Gamma Dienstverlening (van Randstad NV) in 2009 en KTMS, tevens in 2009. In 2011 werd de Quinto Groep overgenomen.
In 2011 is Raet overgenomen door investeringsmaatschappij CVC Capital Partners. In maart 2016 werd Raet doorverkocht aan de Britse investeerder HgCapital voor een onbekend bedrag. Sinds 2018 is Raet onderdeel van het Noorse Visma en werd de naam gewijzigd in Visma | Raet. Visma is marktleider in Scandinavië en behoort tot de top tien van Europese business softwarehuizen.
In augustus 2021 is Visma | Raet opgesplitst in twee losse bedrijven: Visma | Raet en Visma | YouServe.Vanaf 2024 is Visma | Raet nogmaals opgesplitst in Visma | Raet en Peple.

## Activiteiten
Visma | Raet is marktleider in cloudoplossingen op het gebied van HRM-processen en salarisverwerking en daaraan gerelateerde services. Administratieve taken die voorheen door de afdeling personeelszaken werden uitgevoerd, kunnen met behulp van cloudsoftware door medewerkers en managers zelf worden geregeld. Daarnaast biedt de organisatie software voor onder meer salarisadministratie, talent management, workforce management en people analytics. Het bedrijf biedt ook uitgebreide HRM-services omtrent ondersteuning bij het in gebruik nemen en optimaliseren van de software, interim services en trainingen. 
De onderneming heeft circa 600 mensen in dienst en er maken ruim 1,7 miljoen mensen gebruik van de software. Tevens vinden er maandelijks 2,7 miljoen inkomensberekeningen plaats. Het hoofdkantoor van Visma | Raet staat in Amersfoort.